# Ancien couvent des Carmes de Nantes
Pour les articles homonymes, voir Couvent des Carmes.
L'ancien couvent des Carmes de Nantes est un couvent de l'ordre du Carmel fondé en 1318 à Nantes, en France, ville alors située dans le duché de Bretagne. Il a été progressivement détruit à partir de la Révolution française.

## Situation
Dans la configuration urbaine actuelle, le couvent a été établi entre la rue des Carmes et rue du Moulin, au niveau de la rue des Trois-Croissants, dans un espace traversé par la rue des Bons-Français,.

## Histoire

### Fondation
En 1318, Thibaut II de Rochefort (vers 1260-après 1327), vicomte de Donges, officier du duc de Bretagne à Nantes (et peut-être gouverneur de la ville) fonde un couvent des Carmes. Il respecte en cela une tradition du temps, qui conduit les familles nobles dominantes à choisir une congrégation pour qu'elle accueille les sépultures de leurs lignées. Cette prérogative ajoutait à leur prestige. La famille de Rochefort est alors « une des plus anciennes maisons de l'aristocratie bretonne ».
Thibaut II demande à six religieux de l'établissement de Ploërmel, le premier Carmes de Bretagne, fondé en 1273 par son ancien suzerain, le duc Jean II (1239-1305), de venir créer un couvent qu'il installe d'abord dans l'« hôtel de Rochefort ». Cette vaste demeure et son terrain sont situés à l'angle des actuelles rues Saint-Vincent et Fénelon. Thibaut de Rochefort fait construire un oratoire ; le premier prieur se nomme Jean de Paris.
Cependant, les Cordeliers, installés non loin de là vers le nord-est, font valoir un privilège qui leur a été accordé par le pape Clément IV, selon lequel aucun autre ordre religieux ne peut s'installer à moins de 140 cannes (210 mètres ou 310 mètres selon les sources) environ d'un de leurs établissements. Le couvent des Carmes déménage alors pour l'« hôtel de Rougé », entre les actuelles rue des Carmes et du Moulin, dans la période entre 1325 et 1327. Outre le fait que le bâtiment a accueilli auparavant une taverne, presque en face, sur le côté opposé de la rue de Verdun, se dresse un « bordeau public », ce qui permet aux détracteurs des Carmes de déconsidérer le nouvel établissement. L'ordre s'installe pourtant. Le bâtiment d'origine est vaste, la grande salle devenant la base de la nef de la future église.
Les Cordeliers, soutenus par les Jacobins protestent de nouveau contre cette implantation, jusqu'en 1345. En vain. En 1348, en paiement de la fondation de deux messes, le chevalier Alain de Saffré cède une maison au couvent.

### Extension sous Jean IV de Bretagne
L'aménagement du couvent se heurte à un problème majeur : l’enceinte de l'établissement est traversée par l'enceinte gallo-romaine, propriété ducale. Ce n'est qu'au terme de la guerre de Succession de Bretagne que la situation évolue. La victoire de Jean IV sur Charles de Blois profite aux Carmes, les franciscains du couvent des Cordeliers ayant soutenu le camp des vaincus. Lors de l'entrée du nouveau duc dans la ville, deux miracles sont réputés avoir été accomplis après imploration de la vierge de l'autel de Notre-Dame-des-Carmes, placé dans l'oratoire des Carmes. Jean IV, soucieux sans doute de s'attirer la sympathie des nantais pour conforter sa récente victoire, décide alors de faire don aux Carmes de la partie d'enceinte qui traverse le couvent, du logis dit « de la Tour-neuve » et d'une maison attenante. Ces nouvelles acquisitions permettent de créer un grand jardin sur la partie sud du couvent. Le duc fait également don du bois nécessaire aux travaux de l'église des carmes en projet. La chapelle des Carmes (aussi appelée église) est bâtie entre 1365 et 1372. La construction du couvent proprement dit s'étale entre 1369 et 1384. Une dernière acquisition, près de la rue de Verdun, permet la construction d'un édifice abritant la salle du chapitre, et un réfectoire au-dessus duquel un dortoir est aménagé.

### Agrandissement sous Jean V de Bretagne
Le duc Jean V de Bretagne finance l'agrandissement de l'établissement en 1420. Lors de sa séquestration par Marguerite de Clisson dans le château de Champtoceaux en mai de cette année-là, il fait le vœu de verser son poids en or au couvent s'il en réchappe. Le duc une fois libre tient promesse, et, revêtu de son harnois de guerre, il fait disposer sur le plateau d'une balance un ensemble de bijoux, de pièces de monnaie et d'orfèvrerie, et en fait don à l'établissement (l'inventaire en a été conservé). Une partie de ce trésor est récupérée plus tard par le duc et ses successeurs. Mais la générosité du duc permet aux religieux d'acquérir des terrains, et d'agrandir le couvent, entre 1421 et 1488. Ils font notamment construire des bâtiments le long de la rue des Carmes, et une infirmerie le long de la rue de Verdun.

### Tombeau de François II de Bretagne

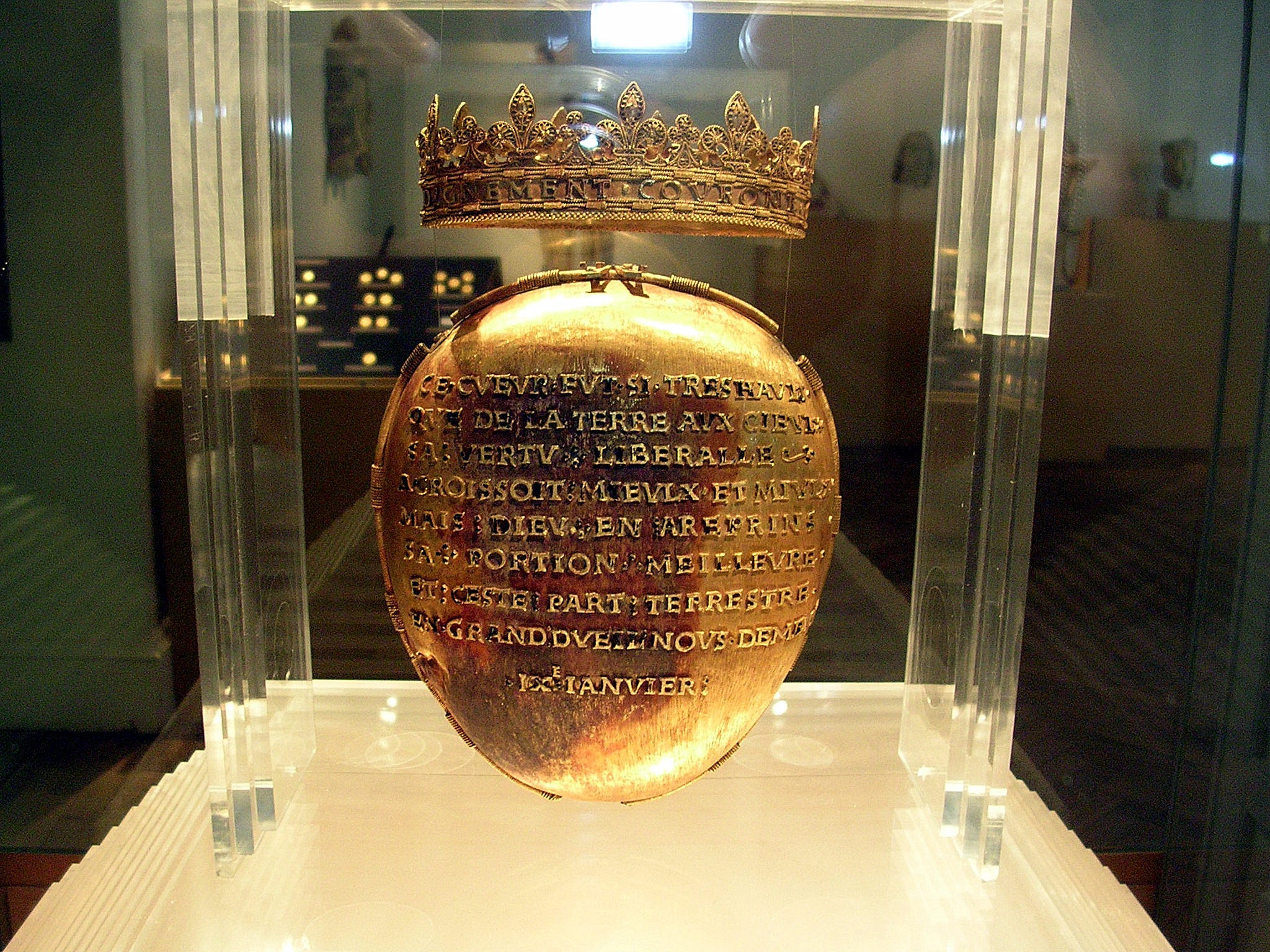
Écrin du cœur d'Anne de Bretagne.

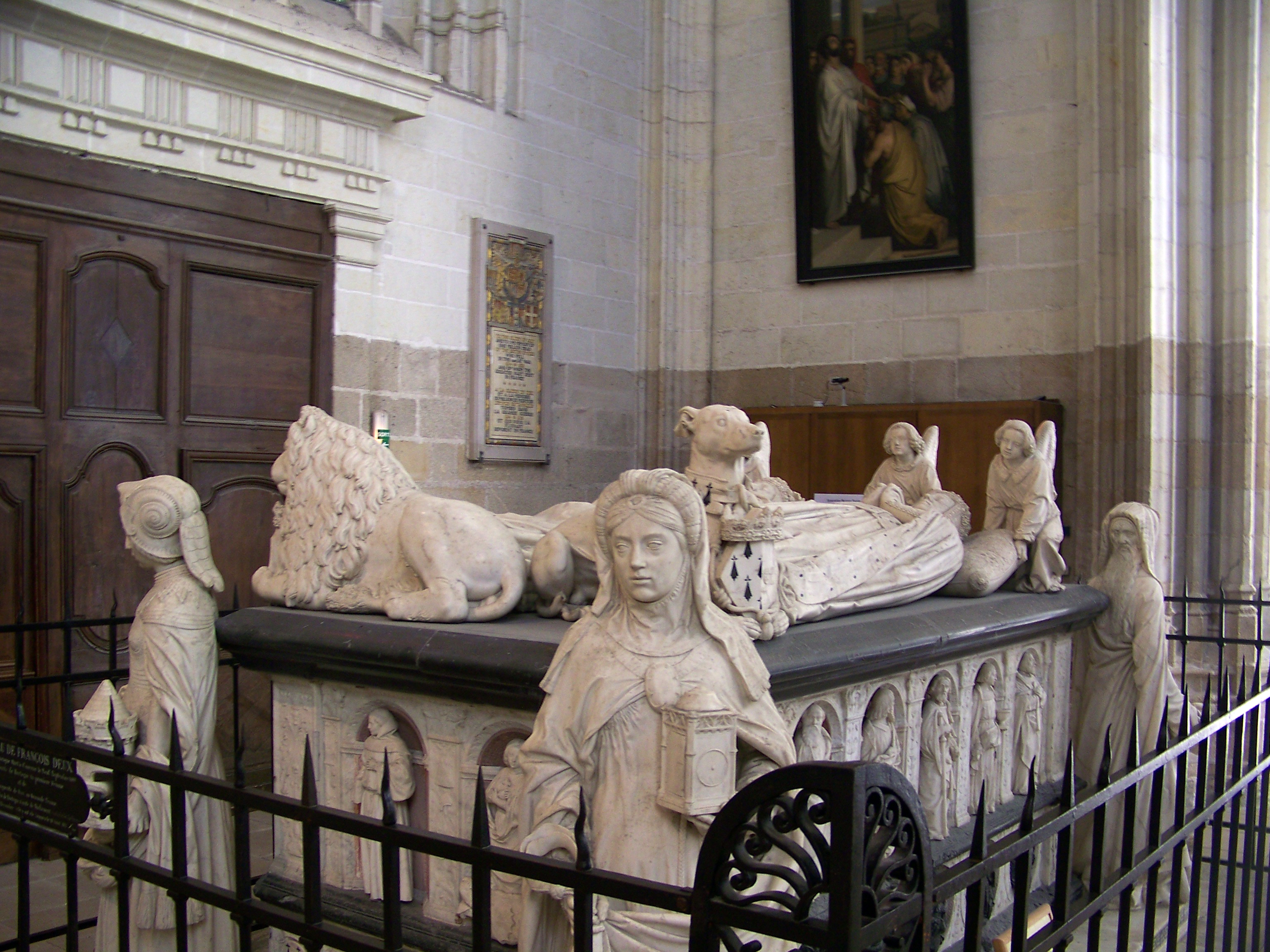
Tombeau de François II de Bretagne, achevé en 1507 dans la chapelle des Carmes, d'où il est extrait en 1792 et transféré en 1817 dans la Cathédrale Saint-Pierre-et-Saint-Paul de Nantes.

En 1499, Anne de Bretagne lance le projet de faire réaliser un tombeau orné de sculptures, notamment les gisants de ses parents, François II de Bretagne et Marguerite de Foix. Cette œuvre monumentale est dessinée par le peintre Jehan Perréal et exécutée par le sculpteur Michel Colombe entre 1502 et 1507. François y est inhumé auprès de sa première épouse, Marguerite de Bretagne, dans la chapelle des Carmes. En 1506, la duchesse et reine de France obtient l'autorisation de transférer les restes de sa mère et seconde épouse de son père, Marguerite de Foix, dans l'église des Carmes où est achevé le tombeau. Lorsque le corps y est déposé en 1507, la sépulture contient alors trois dépouilles. À sa mort en 1514, Anne de Bretagne est inhumée dans la basilique Saint-Denis, comme tous les monarques capétiens. Seul son cœur, déposé dans un écrin (ou reliquaire) en or, est placé dans le tombeau familial.

### DuXVIesiècleà la Révolution
Au XVIe siècle, l'établissement connaît un engouement commun à toutes les confréries religieuses. En 1532-1533, les Carmes comptent 435 membres. L'établissement héberge les assemblées des juges consuls de la ville. À l'occasion d'une de ces réunions, en 1577 et 1578, les vitres de la salle les accueillant sont refaites
À la suite d'un débordement de la Loire, en 1590, le reliquaire du cœur d'Anne de Bretagne est exhumé pour en vérifier l'état.
La chapelle est remaniée au XVIIe siècle, au sortir des guerres de Religion, qui ont entraîné une dégradation des bâtiments convenutels. En 1605-1608, le maître peintre et sculpteur Antoine Blassel est chargé de réaliser un tabernacle pour le grand autel. Puis, en 1617, Guillaume Belliard reçoit de la municipalité « 71 livres et 6 sous » pour l'aménagement de l'autel. La ville contribue, cette même année, à la fermeture du chœur. C'est même l'ensemble du couvent qui est concerné par les travaux à partir de 1622. Un nouveau bâtiment, construit à l'est de l'établissement, est inauguré le 22 novembre. Les États de Bretagne ont lieu aux Carmes en 1636 et 1638.
Gérard Mellier, alors maire de Nantes, fait de nouveau exhumer l'écrin du cœur d'Anne de Bretagne en 1727, craignant que les religieux n'en aient fait fondre l'or.

### Démantèlement
Fin 1789, lors de la Révolution française, les biens sont appelés à devenir biens nationaux. En mai 1790, la mise en vente du couvent des Carmes est décidée. Entre le 22 et le 22 novembre 1790, les architectes Julien-François Douillard et Robert Seheult (père de François-Léonard Seheult) dressent un plan de l'établissement, et en estiment le prix à 114 880 livres. En 1791, les religieux sont dispersés. Une première mise en vente organisée le 1er décembre 1790 est infructueuse, et c'est finalement le 16 décembre que Julien Gaudin, négociant de la rue de Richebourg, achète les Carmes.
Cependant cette vente ne concerne que les murs. Le mobilier liturgique est destiné à être vendu séparément. Il comprend l'orgue, des balustrades, des colonnes de marbre qui composaient le maître autel, la figure du christ qui se trouvait au-dessus de ce dernier, des tableaux, des tentures, un tabernacle doré et neuf grands livres d'églises, certains étant des parchemins. Tout est stocké sur place en attendant la vente. Le nouveau propriétaire des murs s'en trouve gêné, le mobilier étant déposé dans la nef, qu'il envisage de détruire. L'administration fait déplacer le tout dans le chœur de l'église, qui contient les tombeaux, et qui est fermé pour éviter les intrusions. Un inventaire de préparation à la vente est réalisé le 11 avril 1792. L'ensemble est livré à la surveillance du portier de la collégiale Notre-Dame, elle-même fermée, puis dans l'église du couvent des Cordeliers. Dans ce lieu, le 24 septembre 1793, une vente de mobilier prélevé dans les églises fermées est organisée, mais il n'est pas certain que les objets extraits des Carmes en aient fait partie.
Le tombeau de François II est déplacé dans la cathédrale en 1791, puis est caché pour en éviter la destruction. Le reliquaire d'Anne de Bretagne est envoyé à la Monnaie de Paris en 1793, pour y être fondu. Oublié, il est récupéré endommagé, transmis à Nantes en 1852 et conservé depuis par le musée Dobrée.
En 1802, l'ancienne nef est transformée en salle de spectacle, le « théâtre des Variétés », dirigé par la veuve Charles « et Compagnie », puis par des dénommés Ferville et Potier. Au début du XXe siècle, quelques arcades et des voûtes sont encore visibles au no 3 de la rue des Bons-Français et aux nos 16 et 18 de la rue des Carmes. En 1975, il n'en subsiste plus rien.

## Revenus et propriétés
Au XVIIe siècle, L'établissement tire ses revenus « des rentes foncières, des rentes constituées, des loyers de propriétés immobilières, des honoraires de prédication, ainsi que le casuel de la sacristie, sans compter les aumônes et les quêtes ». Un état des revenus établi en 1669 permet de constater que le « casuel », c'est-à-dire les sommes obtenues pour la rémunération des actes religieux, représente 6 000 livres sur les 8 000 livres des ressources totales. Un autre apport important provient de la location d'immeubles ou de pièces. entre 1752 et 1790, les rentrées du casuel s'élèvent, à environ 30 % des revenus, avec des extrêmes à 53 % en 1781, et 15 % en 1790.

## Architecture
L'architecture du couvent est mal connue, les seuls éléments graphiques d'étude conservés étant les plans dressés par deux architectes, Julien-François Douillard et François-Léonard Seheult. En 1790, le prieur Eloi de la Bellangerie est contraint de fournir un état des lieux de l'établissement. Bien que sans doute volontairement dressé dans le désir de souligner le dénuement des Carmes, cet écrit permet de connaître la distribution des bâtiments à cette époque. Le couvent présente trois bâtiments autour du cloître, la partie nord étant adossée à l'église (ou chapelle). L'aile est, le long de la rue du Moulin, abrite au rez-de-chaussée des magasins et la sacristie. Au premier étage, une salle pour les assemblées de l'université, et la chambre du prieur. Au second étage, le dortoir des jeunes religieux. Au troisième étage, la bibliothèque. L'aile est du cloître est formée en s'adossant à ce bâtiment. De ce côté, la galerie est surmontée d'un dortoir. L'aile nord longe l'église. L'aile ouest longe un bâtiment qui abrite un magasin au rez-de-chaussée, au premier étage un réfectoire et une grande salle, au second des chambres d'hôte et l'infirmerie, et au troisième les chambres des domestiques. L'aile sud, enfin, la galerie est surmontée par des chambres de religieux.
La chapelle, qui était considérée comme une des plus belles églises du duché de Bretagne à la fin du Moyen Âge, présentait une nef unique, et le chœur était aussi long mais plus étroit que cette dernière. Le sculpteur Michel Colombe avait réalisé deux statues représentant saint François et sainte Marguerite, et également le crucifix de l'autel majeur. Le chœur, qui était fermé par un jubé en tuffeau et colonnes de marbre réalisé en 1631 par Guillaume Belliard (également auteur du jubé de la cathédrale de Nantes), Michel Poirier, René Lemeunier sous la direction de Jacques Corbineau, et financé par un legs de Jean de Rieux, marquis d'Assérac, abritait également le tombeau de François II de Bretagne et celui des seigneurs de Rieux.

## Vestiges
Quelques éléments de la bibliothèque ont été conservés. En dehors du tombeau de François II et l'écrin du cœur d'Anne de Bretagne, presque aucun ornement ou sculpture n'a été conservé lors de la destruction du couvent pendant la période révolutionnaire.

### Imprimés
La médiathèque de Nantes conserve quelques ouvrages ayant appartenu au couvent des Carmes, entre autres un exemplaire incomplet des Enarrationes de saint Augustin sur les psaumes 1 à 50. C'est la librairie de l'université de Princeton qui détient le Missel des Carmes, une œuvre qui mêle l'histoire du couvent et celle de la maison de Montfort.

### Statuaire

#### Découverte
Ce n'est qu'en 1863 que le propriétaire de la maison située aux nos 18 et 20 de la rue des Carmes, Frédéric Mahaud, exhume plusieurs fragments de statues dans la cour de son immeuble. Il choisit de faire don de ses découvertes au musée Dobrée en 1867. Stéphane de La Nicollière-Teijeiro, archiviste de la ville, en fait une annonce qui est mentionnée dans le bulletin archéologique de Nantes et de la Loire-Inférieure. Cependant, l'attribution de ces œuvres au couvent des Carmes ne repose que sur la localisation de leur exhumation, aucun document n'ayant été conservé concernant l'édifice. Aucun inventaire effectué durant la période révolutionnaire ne les mentionne. Si les fragments ont pu être retrouvés, c'est sans doute parce qu'au XVIIe siècle, la rénovation de la chapelle du couvent s'est accompagnée d'un renouvellement de la statuaire. Les œuvres du Moyen Âge ont probablement été écartées, et enfouies lors de la réfection. Cela expliquerait comment elles ont échappé aux destructions et à l'éparpillement liés à la Révolution. Une fois assemblés, les vestiges permettent de reconstituer neuf statues, dont huit complètes.

#### Inventaire
Parmi les sculptures dont la provenance semble être l'ancien couvent ont été conservées, figurent celles saint Marc, saint Adrien (celle-ci provient peut-être de la chapelle Saint-Germain, proche de la porte ouest de l'église), saint Matthieu (l'identification du personnage sculpté à ce saint est contestée), un évêque et un diacre, qui se trouvaient dans l'église. Une étude comparative montre que les sculptures sont faites par les mêmes ateliers que ceux qui interviennent au fil du temps sur le décor de la cathédrale. Ainsi, les statues des Carmes sont d'abord réalisées par des artistes issus de l'intérieur du duché de Bretagne (celle de saint Marc, réalisée vers 1420), puis par d'autres venant de la région de Tours (les quatre autres statues, qui sont probablement des commandes du duc François II, réalisées vers 1460). Les autres statues recensées figurent la Sainte Trinité, saint Jacques, et un saint indéterminé (cette statue, contrairement aux autres, est datée du XVIe siècle). À ceci s'ajoute un fragment, une tête de femme. Ces vestiges sont conservés depuis 1867 au musée départemental Thomas-Dobrée.

Sept statues conservées par le musée Dobrée
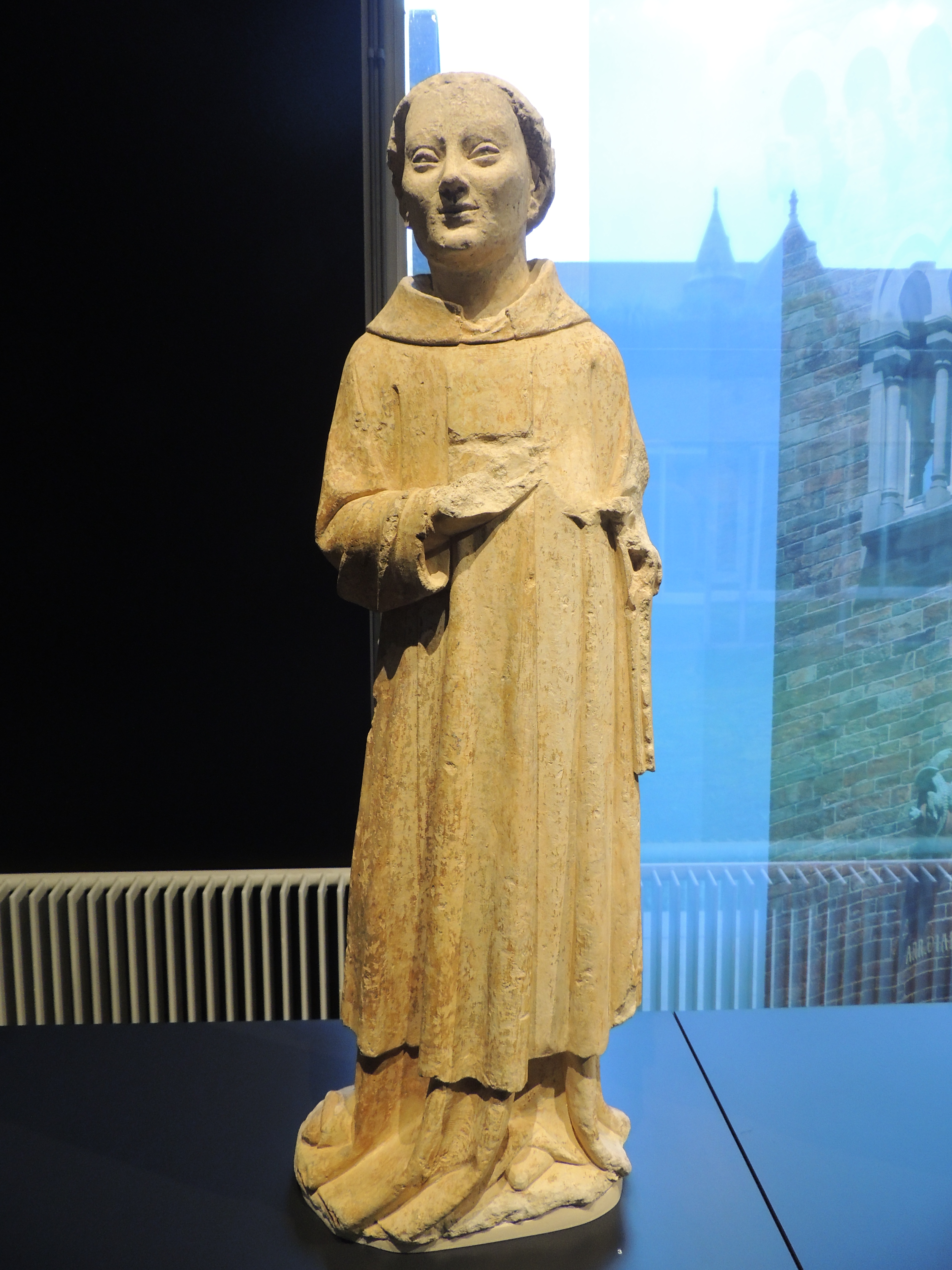
Un diacre.
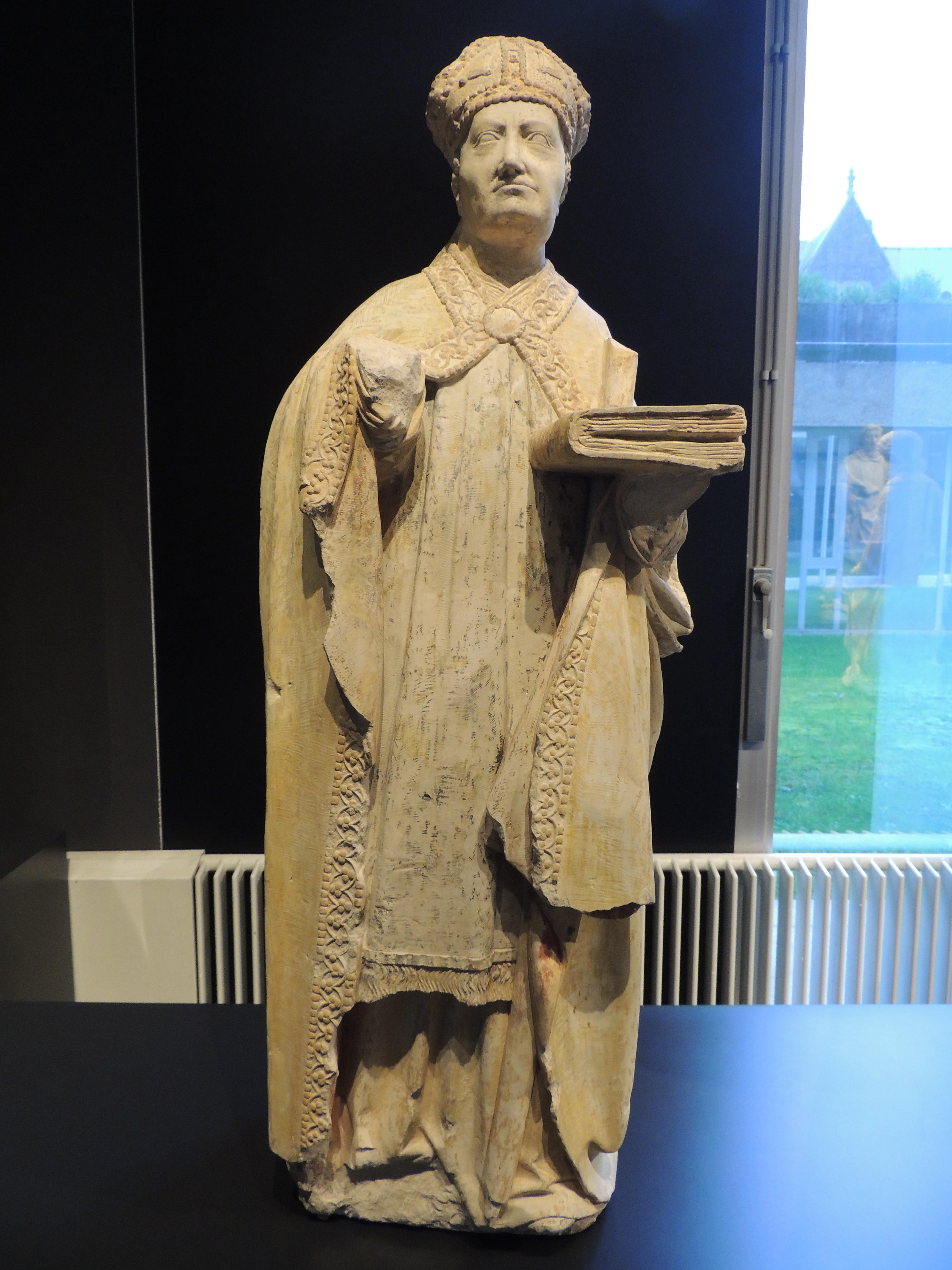
Un évêque.
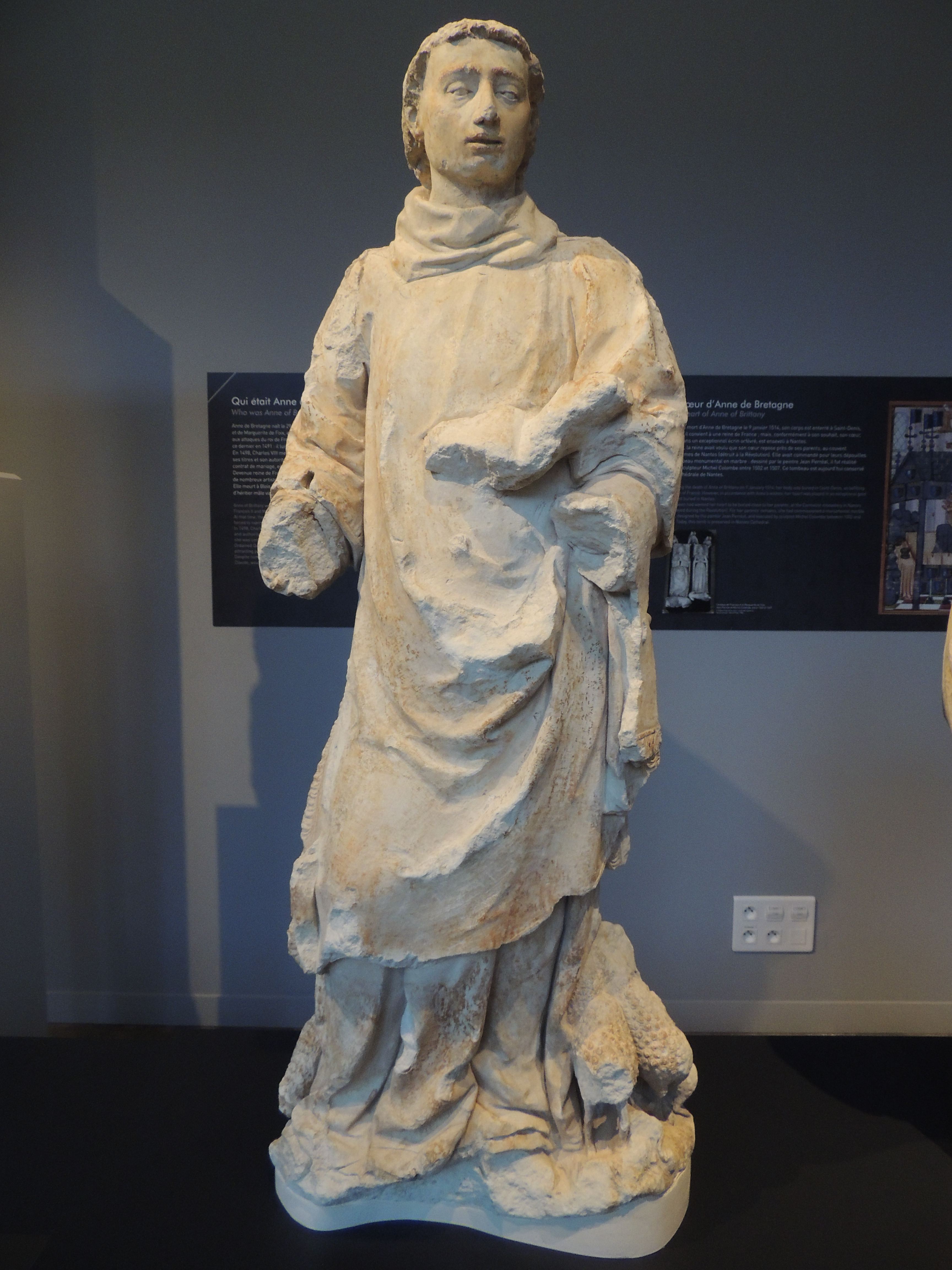
Un saint.
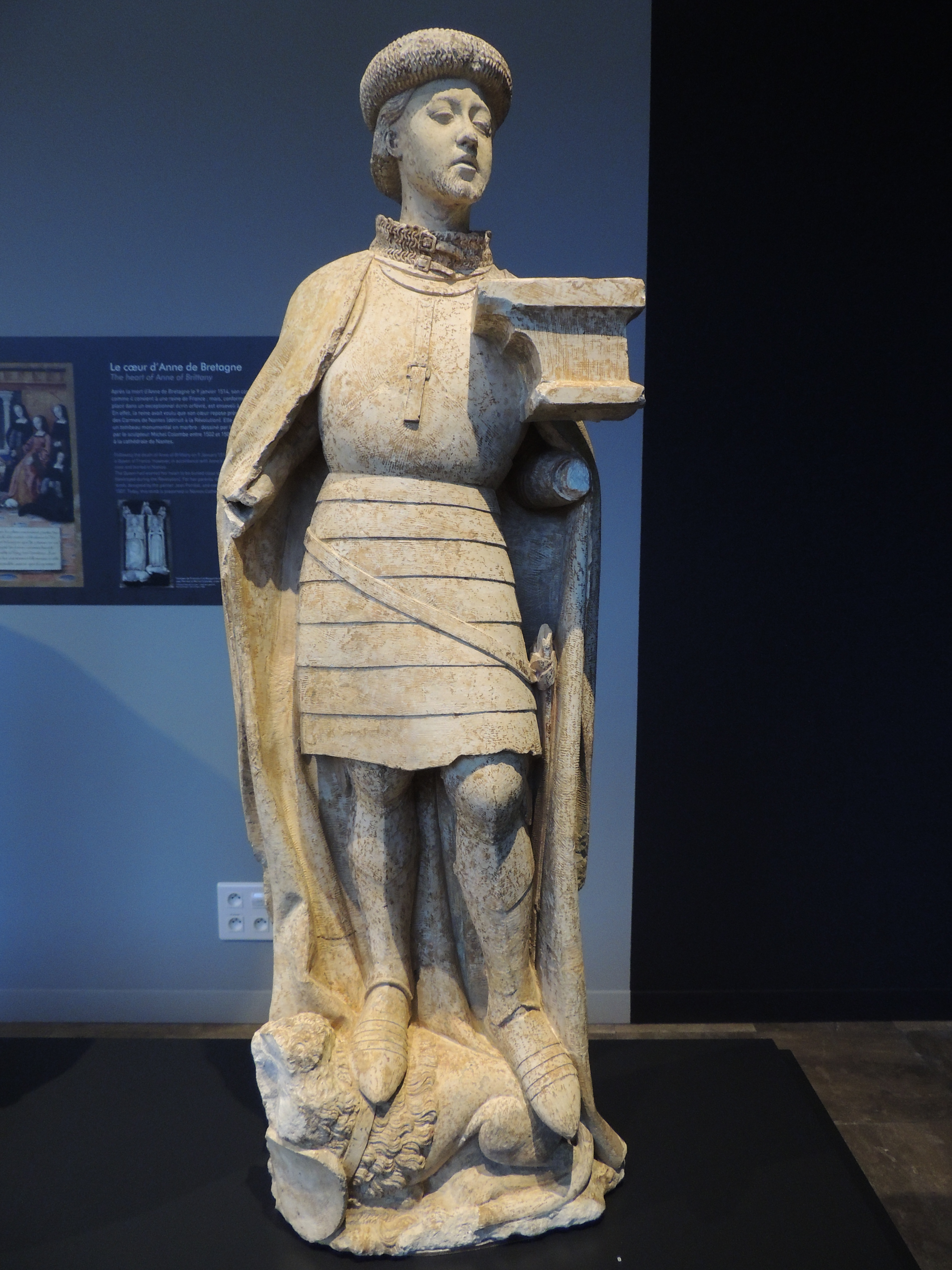
Saint Adrien.
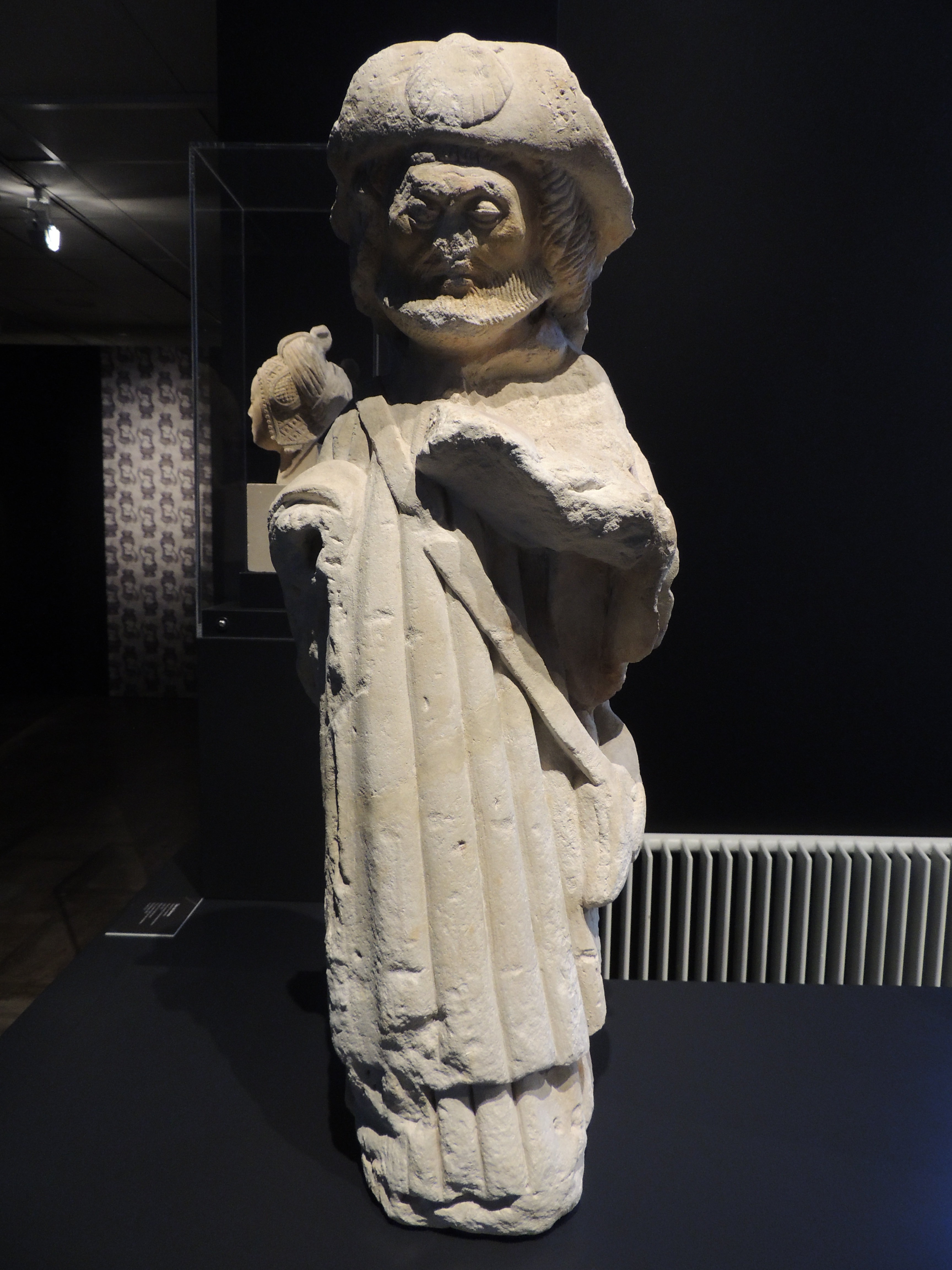
Saint Jacques.
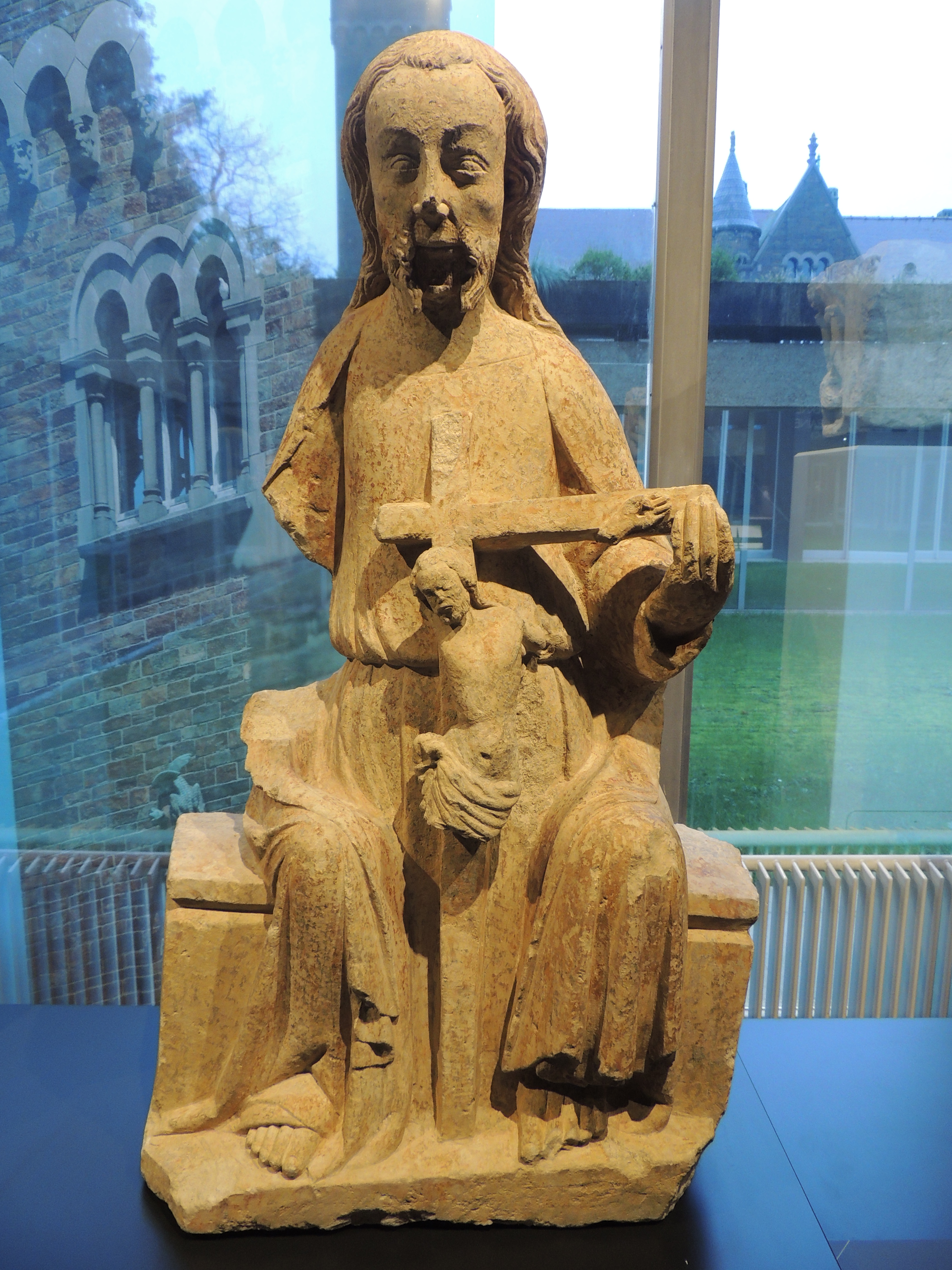
Sainte Trinité.
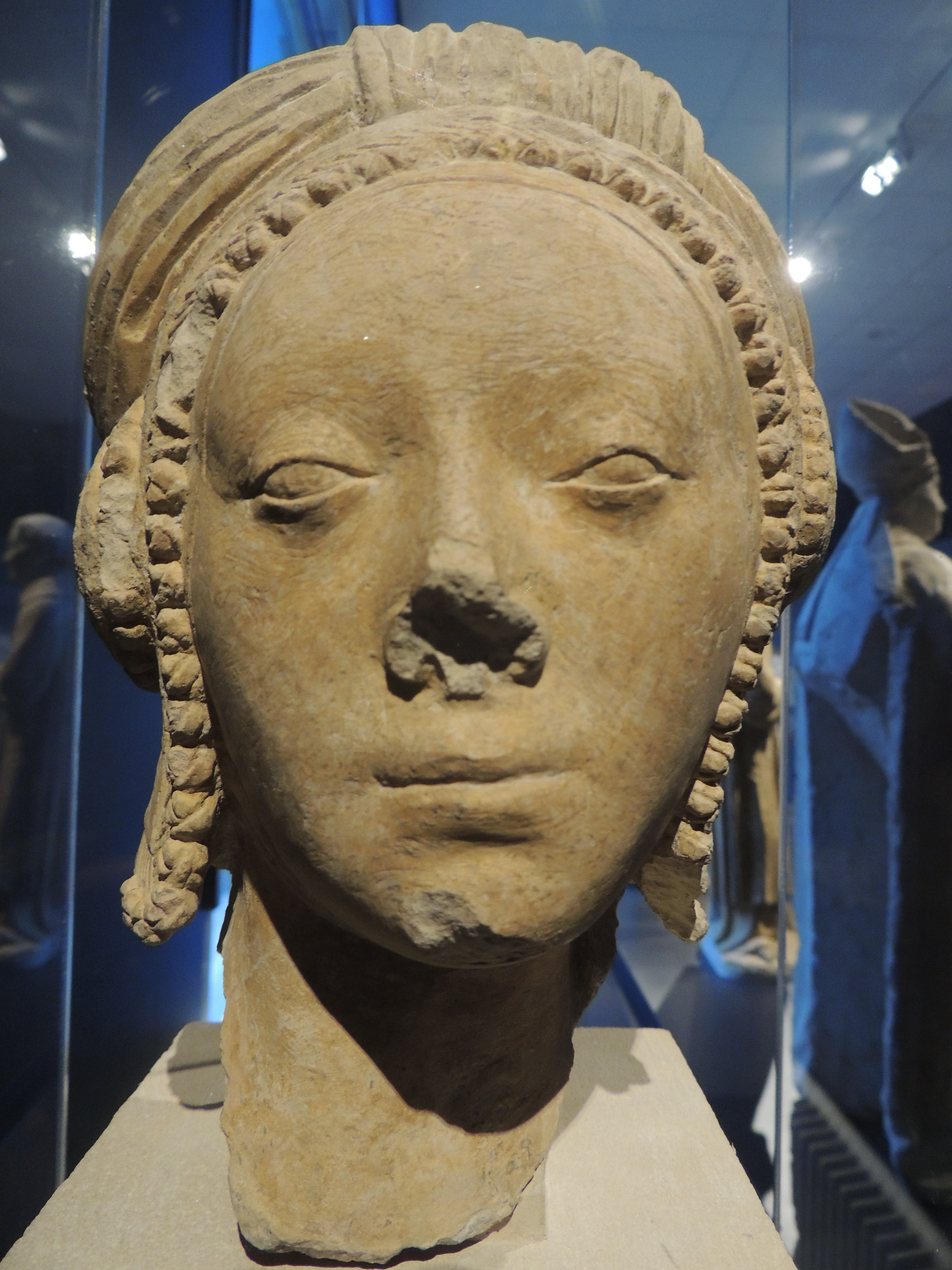
Vestige de statue : une tête de femme.

#### Statue de saint Marc

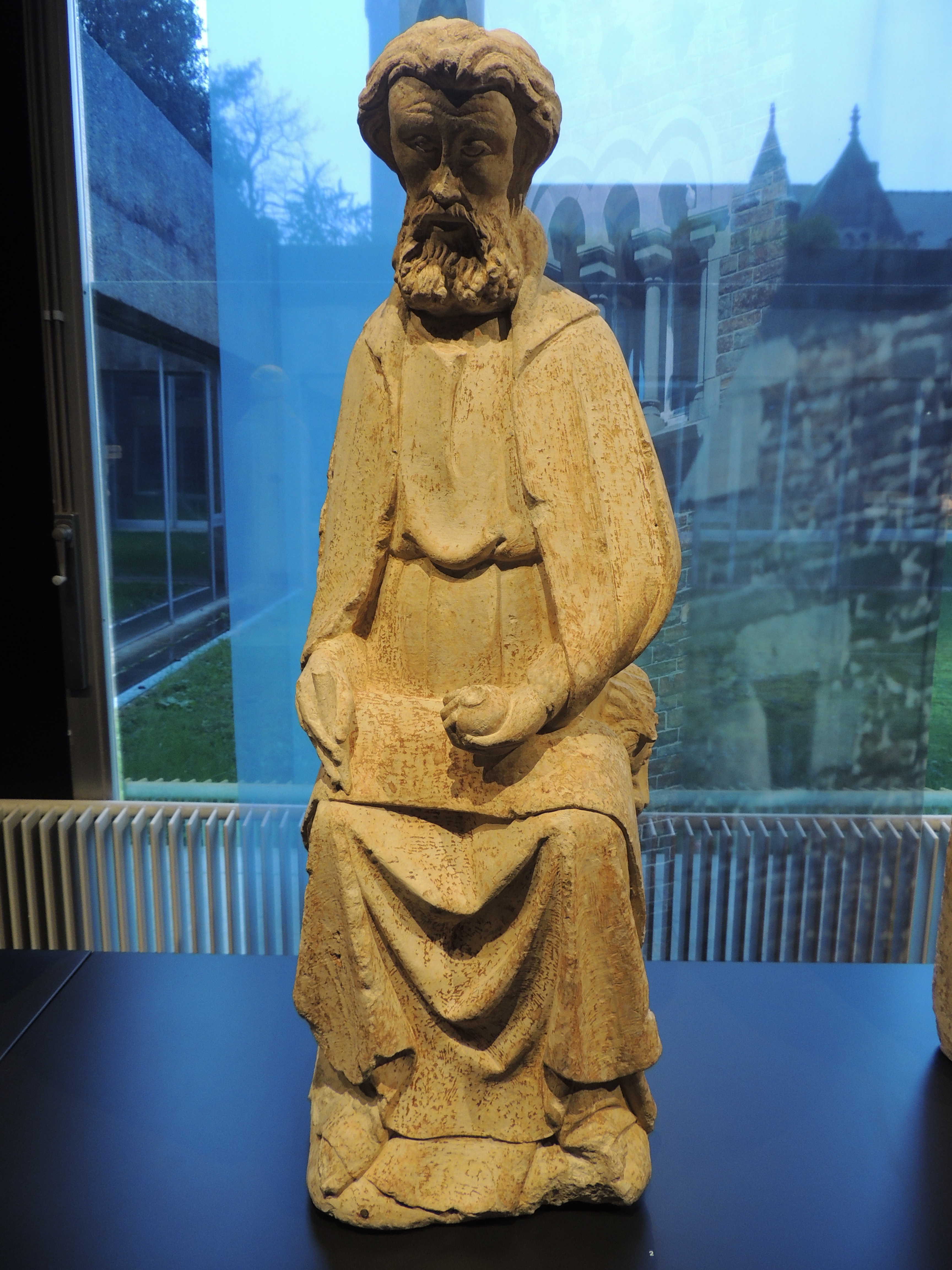
Statue de saint Marc.

La statue de saint Marc est aujourd'hui la plus ancienne de celles détenues par le musée, étant réalisée vers 1420, sans doute grâce à un don du duc Jean V effectué après sa captivité à Châteauceau. Bien que réalisée par des artistes bretons, elle est manifestement inspirée du style de la vallée de la Loire. Sa facture peut être rapprochée de quatre statues des premières décennies du XVe siècle, qui ont orné la base de la tour de croisée de la cathédrale, et qui, après la réfection du chœur de celle-ci, ont été déposées au musée Dobrée. Le saint est représenté en évangéliste. Les traits du visage sont précis, au contraire de la qualité de réalisation du vêtement. À l'arrière de la statue, le lion ailé, symbole de Marc, est représenté. L'animal soutient le saint, et entre ses pattes un rouleau descend jusqu'au sol. L'œuvre, faite en calcaire, mesure 93 cm de haut, pour 30 cm de large et 30 cm de profondeur. Le temps a effacé la peinture ou le badigeon qui ornait la sculpture à l'origine. La composition de l'œuvre laisse penser qu'elle était placée en hauteur, et n'était pas adossée à un mur. La tête est penchée et disproportionnée, le cordon maintenant l'habit n'entoure pas la taille mais est placée plus haut sur le buste, éléments qui indiquent les efforts de l'auteur pour atténuer les effets de la perspective.

#### Statue de saint Matthieu

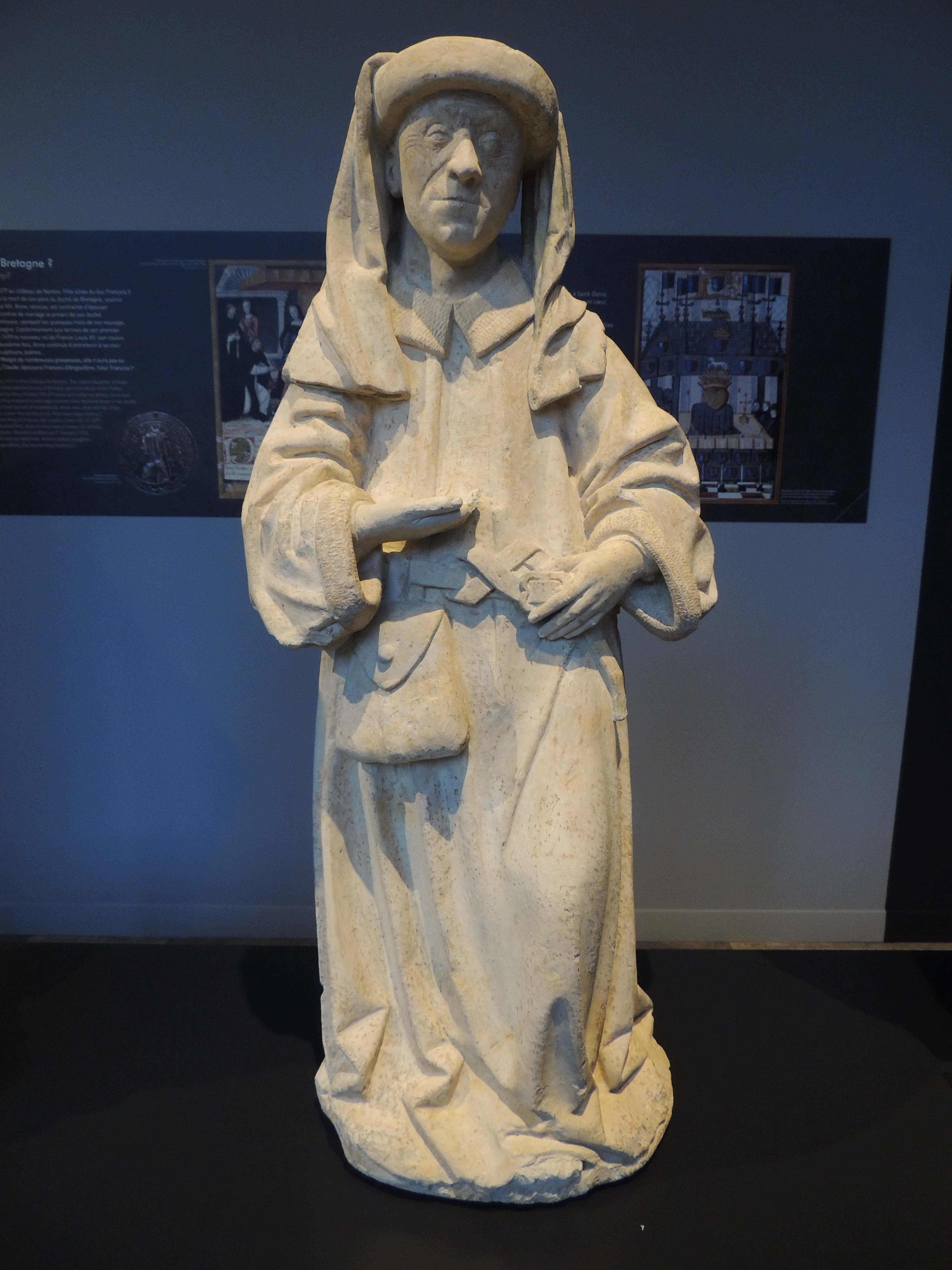
Statue de saint Matthieu (?).

Bien qu'également évangéliste, Matthieu est représenté sous son apparence de percepteur d'impôts : à sa ceinture se trouve une bourse de collecteur d'impôts, antithèse de l'aumônière, et il tend la main pour percevoir de l'argent. C'était en effet sa profession avant sa rencontre avec Jésus de Nazareth. Le visage semble être un portrait réalisé à partir d'un modèle, et n'est pas stylisé comme l'est celui de saint Marc.

## Personnalités inhumées dans l'établissement
Les personnalités suivantes ont été inhumées dans le couvent :
- Gilles de Rais (1405-1440), compagnon d'armes de Jeanne d'Arc et maréchal de France lors de la guerre de Cent Ans, rendu célèbre pour les crimes qu'il aurait commis contre des enfants ; après son exécution, son rang permet à sa famille que son corps ne soit pas brûlé pour pouvoir l'inhumer dans la chapelle des Carmes, selon les dernières volontés du condamné ;
- Marguerite de Bretagne (1443-1469), duchesse de Bretagne ; le tombeau a été transféré en 1817 dans la cathédrale de Nantes ;
- François II de Bretagne (1433-1488), duc de Bretagne ; le tombeau a été transféré en 1817 dans la cathédrale de Nantes ;
- Jean Meschinot (vers 1420-1491), poète ;
- Marguerite de Foix (vers 1458-1486), duchesse de Bretagne ; inhumée en 1486 dans la cathédrale de Nantes, sa dépouille est transférée en 1507 dans le couvent des Carmes par sa fille, Anne de Bretagne, pour être inhumée dans un tombeau avec celle de son mari, François II de Bretagne ; ce tombeau est transféré dans la cathédrale en 1817 ;
- le cœur d'Anne de Bretagne (1477-1514), duchesse de Bretagne et reine de France ; aujourd'hui possession du musée départemental Thomas-Dobrée ;
- Pontcallec, Du Couëdic, Montlouis et Talhouët, condamnés à mort en 1720 pour leur participation à la conspiration de Pontcallec ;
- Gérard Mellier (1674-1729), maire de Nantes.